# 岩国徴古館
岩国徴古館（いわくにちょうこかん）は、山口県岩国市横山2丁目7-19にある博物館。正式名称は岩国市立博物館岩国徴古館（いわくにしりつはくぶつかんいわくにちょうこかん）。佐藤武夫設計の建物が登録有形文化財。

## 歴史

### 建設

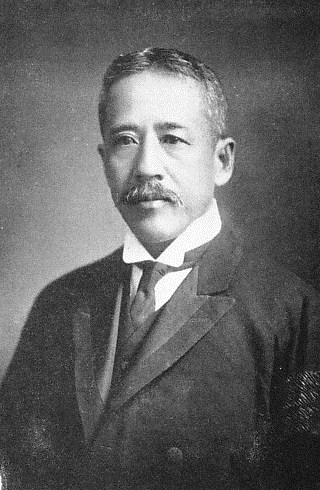
主導した吉川重吉

1940年（昭和15年）、吉川報效会の理事会で設立が可決された。岩国藩藩主吉川経健の弟の吉川重吉が「郷土に図書館と博物館を」という遺志を実現したものと伝えられ、吉川家の敷地の一角に建てられることとなった。
太平洋戦争中の1942年（昭和17年）に着工し、終戦直前の1945年（昭和20年）3月に竣工した。戦争中は灯火管制があったため、天窓から自然光を採用した。

### 開館後

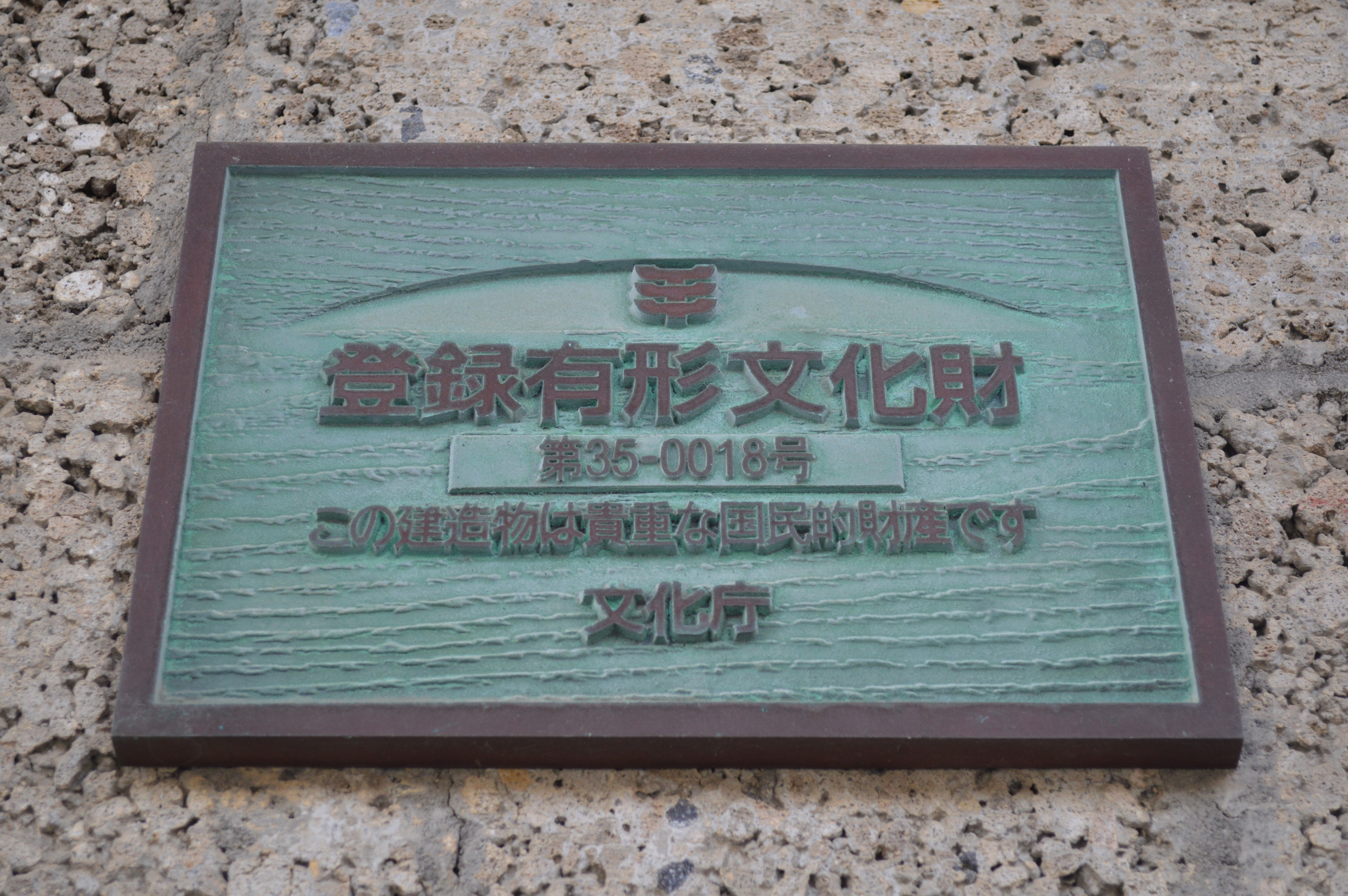
登録有形文化財プレート

戦争末期から戦後の混乱期には、大日本帝国陸軍燃焼廠治療所や図書館として利用された。1950年（昭和25年）に美術工芸品や歴史資料を補完展示する博物館として開館し、1951年（昭和26年）に岩国市に寄贈された。1952年（昭和27年）4月17日には博物館法による公立博物館に指定され、同年8月29日には博物館法における登録博物館となった。
岩国市は岩国徴古館を郷土史研究の拠点としている。1950年（昭和25年）10月1日には岩国徴古館内に岩国市史編纂所を設置し、1957年（昭和32年）には『岩国市史』を刊行した。1969年（昭和44年）5月1日には岩国徴古館内に岩国市史編纂事務局を設置し、1970年（昭和45年）には『岩国市史』上巻を、1971年（昭和46年）には『岩国市史』下巻を刊行している。

### 近年の動向
1998年（平成10年）1月16日、登録有形文化財に登録された。2020年（令和2年）7月、2019年度の「DOCOMOMO JAPAN選定 日本におけるモダン・ムーブメントの建築」に選定された。
2022年（令和4年）7月26日、「岩国徴古館及び収蔵庫」が岩国市景観重要建造物に指定された。岩国市は新博物館の建設を計画しており、2023年（令和5年）3月31 日には新博物館の基本設計が完了している。岩国市が運営する博物館としては岩国徴古館のほかに岩国学校教育資料館などがある。

## 建築
設計は佐藤武夫（早稲田大学教授）。佐藤は旧制岩国中学校（後の山口県立岩国高等学校）出身の建築家であり、日本建築学会会長なども務めた。岩国徴古館はキャリア初期の建築物であるが、佐藤の代表作の一つに挙げられる。
外観は直線を強調するドイツ表現主義を基調としており、ナチス建築の影響を指摘する声もある。戦時中で物資が不足していたことから、外壁にはアサマタイル製の鉱滓タイルを使用したことで、石造のような重厚さを有する。木造とされることや、竹筋コンクリート造とされることなどもあるが、いずれも正しくない。
展示室には裾が広がった柱列が並んでおり、天窓や小窓から光が注いでいる。

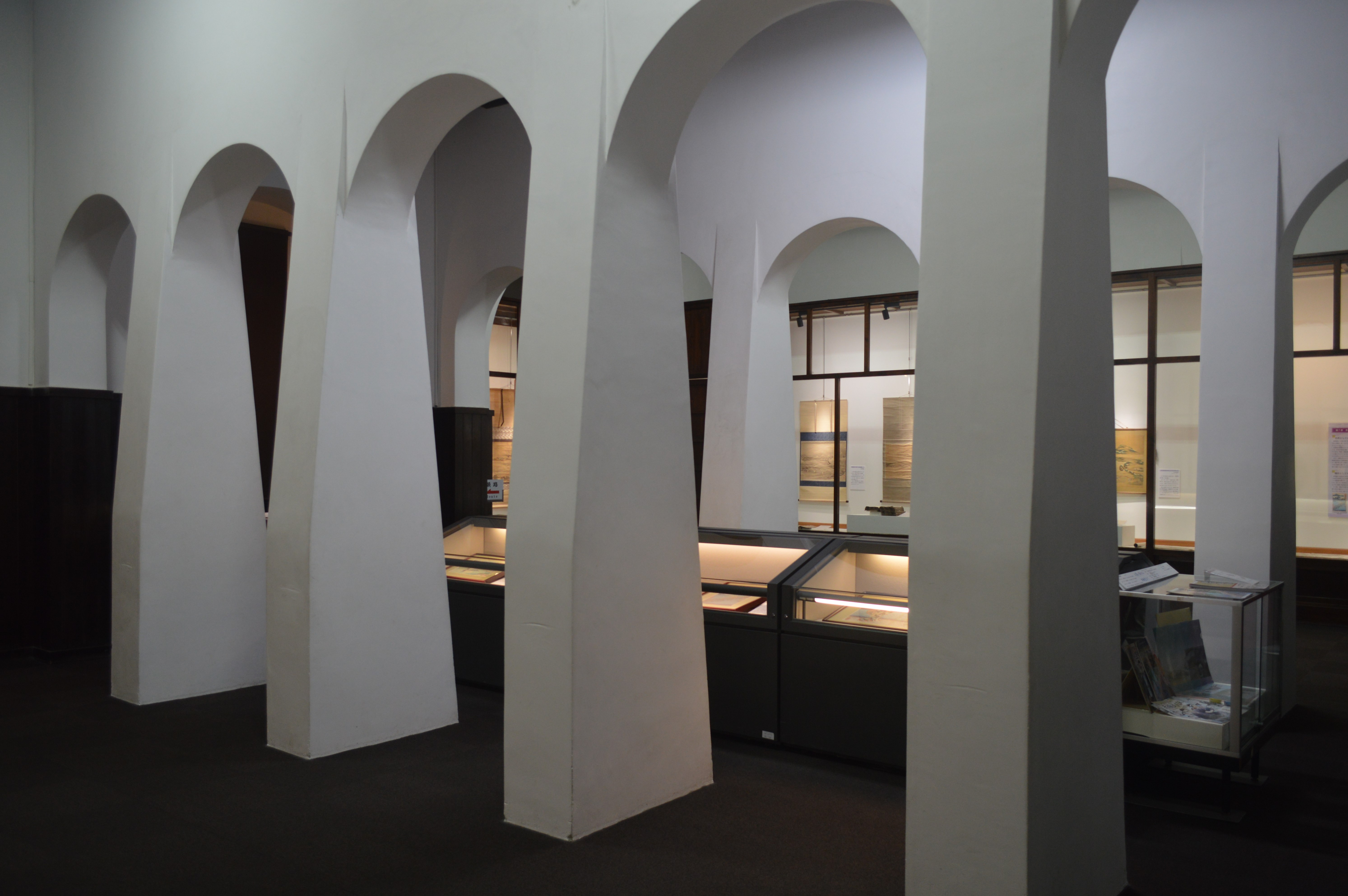
1階の展示室
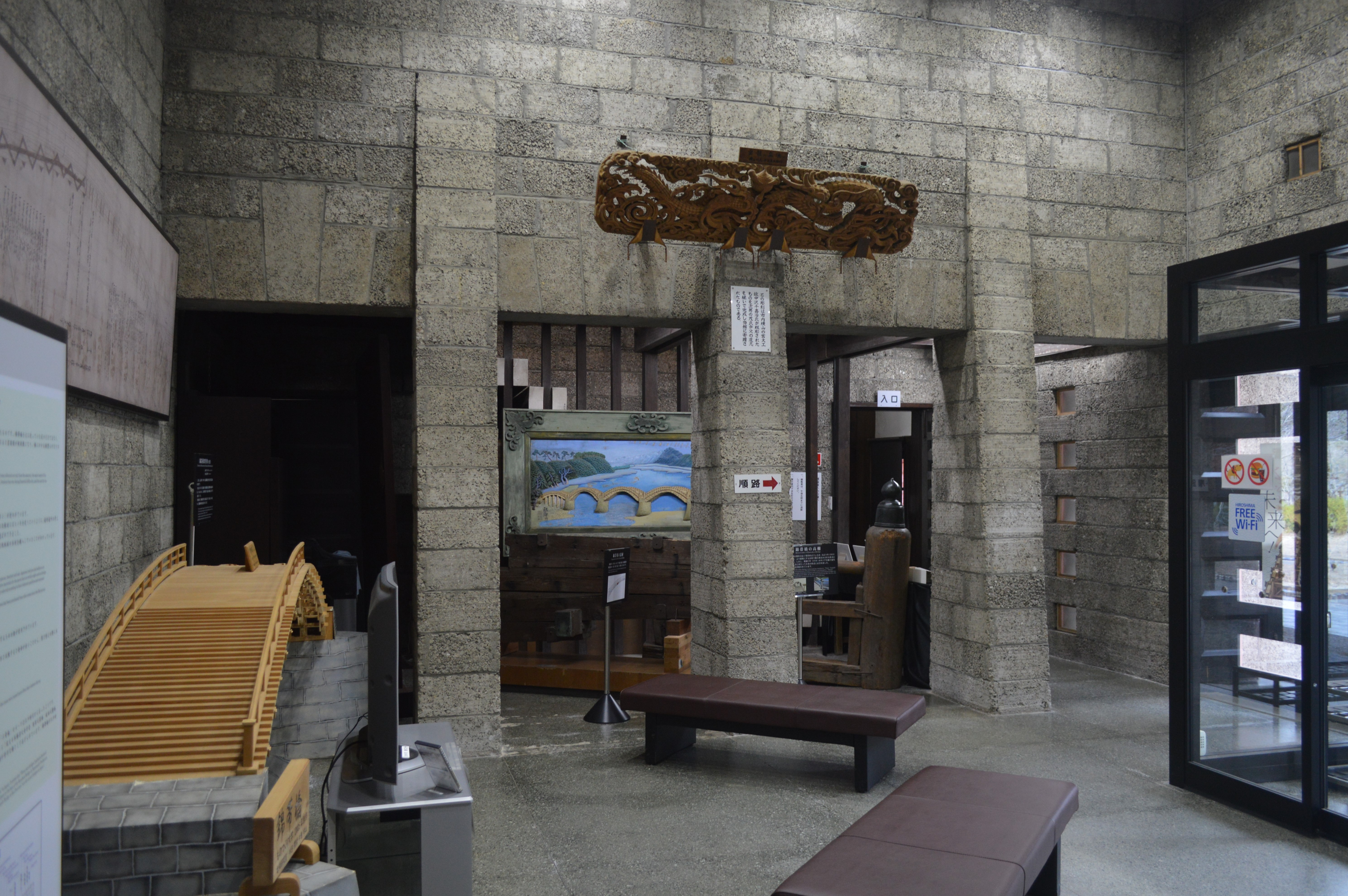
玄関ホール
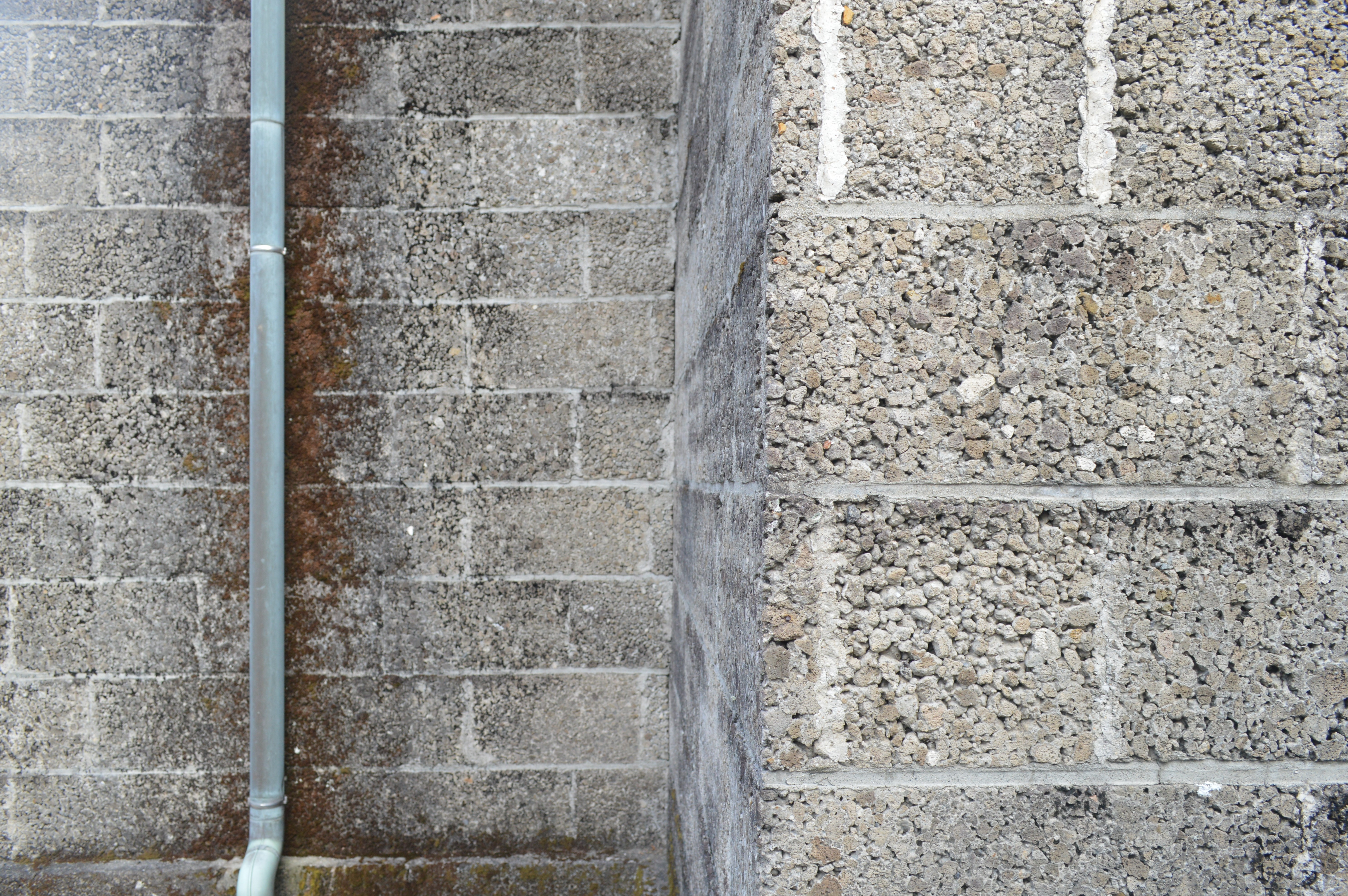
外壁の鉱滓タイル
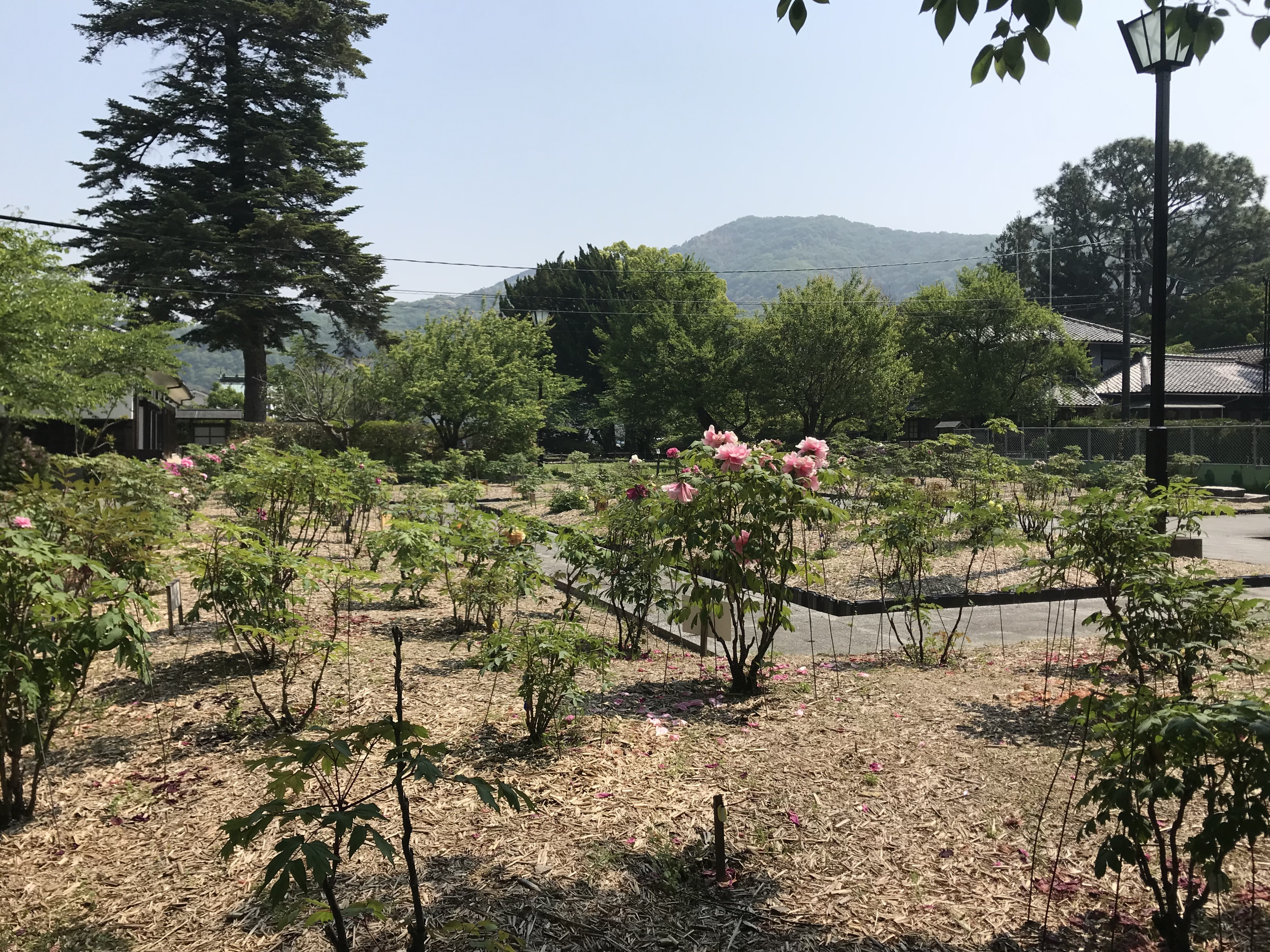
ボタン園

## 施設
館内には藩政時代の貴重な宝物、錦帯橋に関する資料、山口県指定文化財などがある。
- 1階
  - エントランス
  - 第一展示室
  - 第二展示室
  - 図書室・郷土史研究室
  - 事務室・倉庫・トイレ

- 2階
  - 中二階展示室
  - 倉庫

- 第一収蔵庫
- 第二収蔵庫